# Susa Bobke
Susa Bobke (* im November 1964 in Stapelholm, Schleswig-Holstein) ist eine deutsche Kraftfahrzeugmechanikerin, Pannenhelferin und Sachbuchautorin.

## Leben und Wirken
Susa Bobke wurde in der Nähe von Husum als Tochter eines Tierarztes geboren. Sie begann ein Studium der Germanistik, das sie abbrach, als sie eine Lehrstelle als Kfz-Mechanikerin fand. Seit 1993 ist sie eine der wenigen weiblichen Pannenhelfer des ADAC.
Susa Bobke ist Autorin oder Mitautorin mehrerer Sachbücher, in denen sie unter anderem ihre Erfahrungen als Pannenhelferin beschrieb. Sie war 2010 Gast in der Talkshow Menschen der Woche mit Frank Elstner und beim Kölner Treff. 2018 war sie Gast in der Talkshow Tietjen und Bommes.
Susa Bobke lebt im Allgäu zwischen Kempten und Lindau.

## Schriften
- Frauen-Motorrad-Handbuch. Frauenoffensive, München 1995, ISBN 3-88104-268-7.
- mit Shirley Michaela Seul: Motorradhandbuch für Frauen. Moby Dick, Kiel 1999, ISBN 3-89595-144-7. 3. Auflage: Klasing, Bielefeld 2005, ISBN 3-7688-5219-9.
- mit Shirley Michaela Seul: Männer sind anders. Autos auch. Meine Erlebnisse als Gelber Engel. Knaur, München 2010, ISBN 978-3-426-40308-2.
- mit Shirley Michaela Seul: Auch ein Mann bleibt manchmal liegen. Profitipps vom gelben Engel. Knaur, München 2012, ISBN 978-3-426-78527-0.
- mit Shirley Michaela Seul: Wildwechsel. Wie ein Rehkitz eine Jägerin mitten ins Herz traf. Goldmann, München 2018, ISBN 978-3-442-31480-5.